# Jason Denayer
Jason Grégory Marianne Denayer (nascut el 28 de juny de 1995) és un jugador de futbol belga que juga com a defensa central a l'Olympique de Lió.
Va ser jugador del Manchester City, però no va arribar a debutar-hi en partit oficial, i va jugar cedit a Celtic, Galatasaray SK i Sunderland.
El 21 d'agost de 2018, Denayer va signar per l'Olympique de Lió per 6,5 milions d'euros, amb un contracte de quatre anys.
Ha estat internacional amb Bèlgica, amb qui va disputar l'Eurocopa 2016.